# Marlin Stutzman
Marlin Andrew Stutzman, né le 31 août 1976 à Sturgis (Michigan), est un homme politique américain, membre du Parti républicain et élu de l'Indiana à la Chambre des représentants des États-Unis de 2010 à 2017, et depuis 2025.

## Biographie

### Origines et débuts en politique
Marlin Stuzman est originaire du comté de Saint-Joseph, dans le Michigan, en bordure de l'Indiana. Il est fermier de profession.
Il siège à la Chambre des représentants de l'Indiana de 2003 à 2009. Élu à 26 ans, il est alors le plus jeune représentant à la chambre basse de l'Indiana. Il siège ensuite au Sénat de l'Indiana entre 2009 et 2010.

### Candidatures au Congrès
En 2010, il se présente à l'élection sénatoriale pour succéder au démocrate Evan Bayh, qui n'est pas candidat à sa réélection. Il arrive en deuxième position de la primaire républicaine avec 30 % des voix, derrière l'ancien sénateur Dan Coats (39 %). Son résultat est considéré comme une surprise puisqu'il arrive devant l'autre outsider du Tea Party John Hostettler, ancien représentant au Congrès.
Le 2 novembre 2010, il est élu à la Chambre des représentants des États-Unis dans le 3e district de l'Indiana pour finir le mandat de Mark Souder, démissionnaire, et pour le mandat suivant (2011-2013). Il remporte près de 63 % des voix, porté par la vague du Tea Party. Le district, autour de Fort Wayne, est considéré comme sûr pour les républicains. Il est facilement réélu en 2012 et 2014 avec respectivement 67 % et 65,8 % des suffrages.
En mai 2015, il annonce qu'il laisse son siège de représentant pour être candidat à l'élection sénatoriale de 2016 visant à remplacer Dan Coats, qui ne se représente pas,. Lors de la primaire républicaine, le président du Sénat Mitch McConnell et la Chambre de commerce des États-Unis soutiennent financièrement son adversaire Todd Young, lui-aussi représentant de l'Indiana. Le 4 mai 2016, Stutzman est largement battu par Young en ne réunissant qu'un tiers des suffrages.

### Vie privée
Il est marié à Christy Stutzman, ils ont ensemble deux enfants.

## Positions politiques
Stutzman est un républicain ultraconservateur. Il est membre du Freedom Caucus et s'oppose souvent à la direction républicaine de la Chambre des représentants. Il vote notamment contre l'élection de John Boehner à la présidence de la chambre.